# Beiß nicht, man liebt dich
Das französische Drama Beiß nicht, man liebt dich aus dem Jahr 1976 ist ein Film des Regisseurs Yves Allégret. Der Film ist auch unter dem deutschen Alternativtitel Kleiner Franzose liebt kleine Französin bekannt.

## Handlung
Der 10-jährige Frédéric verbringt zusammen mit seiner gleichaltrigen Freundin Rose einige schöne Ferientage in einem kleinen französischen Ort. Dort lebt er bei seinen Großeltern. Sein Vater kümmert sich nur sehr selten um den Jungen.
Frédéric und Rose machen das, was alle Kinder gerne machen. Sie hecken Streiche aus. So entwenden sie ein Schild aus der Kirche, auf dem auf einen heiligen Brunnen hingewiesen wird, in dem Touristen Münzen an die Heilige opfern. Sie bringen das Schild an einem See an, so dass die Touristen denken, dort sei die heilige Quelle.
Als die Touristen wieder weg sind, baden die beiden nackt in dem See und tauchen nach den hineingeworfenen Münzen. In der Zwischenzeit entwendet der Opa von Frédéric ihre Kleider. Daher müssen beide nackt zurück ins Dorf laufen. Frédéric ist darüber so erbost, dass er vorgibt, sich vom Dach zu stürzen. In Wirklichkeit wollte er nur die Erwachsenen ärgern.
Das gemeinsame Nacktbad kommt vor allem beim Vater von Rose überhaupt nicht gut an. Und so entschließt sich dieser, Rose in eine reine Mädchenschule zu bringen, die von Nonnen geleitet wird. In dieser Schule sind Besuche strengstens untersagt. Nur nach dem Sportunterricht gelingt es Frédéric, an Rose heranzukommen. Die Umkleideräume liegen in einem Flachdachbau. Durch eine Dachluke kann er mit Rose sprechen, während diese gerade duscht. Sie vereinbaren, sich zu einem späteren Zeitpunkt zu treffen.
Währenddessen verläuft das Leben von Frédéric nicht besonders gut. Mit seinem Vater, bei dem er einige Tage verbringt, versteht er sich gar nicht gut. Er stellt sich vor, dass dieser gar nicht sein echter Vater ist, und malt sich einen Fantasievater aus, der ein großer Held ist.
Frédéric hilft Rose, aus der Nonnenschule zu flüchten, und bringt sie bei seinem Vater unter. Er hofft, dass dieser ihm helfen wird. Was der natürlich so nicht machen kann.
Nachdem der Vater von Rose sie abgeholt hat, sorgt er dafür, dass Frédéric Rose nicht mehr wiedersehen kann. Er bringt Rose in ein Internat in der Schweiz. Und auch Frédérics Vater verlässt ihn wieder.

## Kritik
„Der Film enthält auch Elemente der heiteren Vitalität französischer Dorfkomödien mit den bekannten Derbheiten aus Kindermund. Unnötig in dem sonst seriösen Kontext ist die Karikierung der Nonnen, die eine feudale Schule leiten. Das sind aber nur kleine Schönheitsfehler eines sonst dicht und mileugerecht inszenierten Unterhaltungsfilms mit etwas Tiefgang, der schauspielerisch keinen Wunsch offen läßt.“

## Besonderheiten
Das Drama „Beiß nicht, man liebt dich“ wird aus der Sicht des Jungen Frédéric erzählt. Über das Schicksal von Rose erfährt man nur dann etwas, wenn beide zusammentreffen. So hat der Zuschauer keinen Wissensvorsprung gegenüber den Akteuren.
Der Film enthält Elemente des klassischen Liebesdramas. Dies wird bezogen auf die Lebenswelt von Kindern. Der Film hat kein Happy End.